# ابن هشام القرطبي
ابن هشام الأزدي هو هشام بن عبد الله بن هشام الأزدي القرطبى، عرف بـ أبو الوليد القرطبي. ولد سنة (525ه)، وتوفي بقرطبة سنة (606ه)، وقيل سنة (603ه). كان قاضي قرطبة ومفتيها، «فقيهَا بصيرَا بعقد الشروط مقصودا لذلك»، «من فقهاء بلده ونبهائه».
تولى الصلاة والخطبة في الجامع الأعظم بقرطبة في آخر عمره، وناب في الأحكام عن أبي محمد ابن الصفار.

## مسيرته العلمية
أخذ عن عبد الملك بن مسرة، وأبي القاسم ابن بشكوال، وغيرهما.
أخذ عنه ابناه: أبو القاسم، وأبو بكر، وابن أبي حجة، وغيرهم.
مؤلفاته:
له: المفيد للحكام فيما يعرض لهم من نوازل الأحكام (كتاب)، وغيره.
مصادر ترجمته:
صلة الصلة (3/383)، التكملة (4/145)، إغاثة اللهفان من مصايد الشيطان (1/328)، كشف الظنون (2/1778)، الأعلام للزركلي (8/86)، معجم المؤلفين (13/149).
التعريف بكتاب المفيد للحكام:
يُعتبر كتاب: المفيد للحكام فيما يعرض لهم من نوازل الأحكام، للعلامة أبي الوليد هشام بن عبد الله بن هشام، الأزدي، القرطبي، المالكي، من كتب مسائل الأحكام المندرجة تحت مؤلفات كتب القضاء، التي سطرتها يد عدد من علماء السادة المالكية، دبّجوها لإفادة القضاة فيما يعرض لهم من نوازل الأحكام، ولغيرهم ممن يأتي بعدهم من أهل العلم، سواء كان ذلك عن مزاولتهم لعمل القضاء الذي أكسبهم هذه الملكة في التعامل مع النوازل والمستجدات، فصدر ذلك منهم عن تجربة، أو عن جمع من خلال النظر في كتب المتقدمين من أهل العلم.
و يعد كتاب المفيد للحكام لابن هشام من أهم الكتب في القضاء ونوازل الأحكام، وهو كتاب كبير الحجم، كثير الفروع.
جمع فيه مؤلفُه أثناء توليه للقضاء المسائلَ التي كانت تُعرض عليه، ويفتي فيها من كتب الفروع والأحكام والقضاء والنوازل، وبعد أن اجتمعت لديه مجموعة من المسائل، ضمها في كتاب، مرتبة على الأبواب، مذيلا لها بكثير من النقول عن أمهات المذهب، مضيفا لها غيرها من مسائل الأحكام.

وقد استهله مؤلفه بمقدمة بين فيها سبب تأليفه ومنهجه فيه، فقال: 
| ” | «فإنني ابتليت بالنظر بين الناس في الأحكام، والفصل بينهم في النوازل في مجالس الحكام، ولم أزل عند وقوعها أجعل هجيراي العكوف على استخراجها من أمهات الكتب، والوقوف على مواضعها في الدواوين المضمنة لها، وأقيدها عند كل نازلة تطرأ، أو حادثة تنشأ من الخصام، حتى اجتمع لي جملة صالحة من المسائل التي لا غنى عنها، ولا بد للحاكم منها، وقيدتها مفترقة حسب وقوعها في أوقات مختلفة، فرأيت من استخارة الله تعالى أن أضم نشرها، وأنظم دررها، وأقيم ناقلة صورها، وأضيف إليها مسائل تليق بمعناها، تبعث النفس على البحث، والتقييم عن سواها، وأنسب كل ذلك إلى قائله، وأسمي الكتب التي نقلتها منها، ليكون ذلك تذكرة للطالب عند الوقوف عليها والنظر إليها» | “ |

```
[مفيد الحكام: المقدمة ( ص: 220)].
```

وقد قسمه مؤلفه إلى عشرة فصول: كما ذكر في خطبة كتابه، خصص الفصل الأول: للحديث عن التحذير من الحكم بالباطل، والترغيب في الحكم بالعدل، وبيان من يستحق القضاء، وآداب القضاة، وسيرة القاضي في نفسه، وما يجب لله عليه، وما جاء في ذلك كله من الآثار.
والفصل الثاني ذكر فيه مقعد القاضي، وهيئته، وحضور الخصمين بين يديه، والتداعي، والمقالات، والآجال، والترشيد، وأفعال السفيه، والأيمان، والنكول عنها، ومن تجوز شهادته، ومن لا تجوز، وشهادة السماع في الأحباس، والأشربة، القديمة وغيرها، والشهادة على الخط، وشهادة النساء، وإيقاف ما يدعى فيه، والحيازات، والتزكية، والتجريح، وشهادة الغرباء، والمسلوبين، وما يقطع الدعوى.
وتناول في الفصل الثالث كتب القضاة بعضهم إلى بعض، ومن يقبلون نقله، وأين يكون التخاصم، والتعجيز، وسقوط الأعذار، ومسائل الغصب، والإقرار على تنوعه، والاستثناء فيه، والاستحقاق، والصلح، والعيوب، والاسترعاء، والحوالة، والحمالة، واختلاف الآمر والمأمور، والوكيل والموكل، والعارية، والوديعة، والرهن، وقضاء المرأة في مالها، والرجل في مال ولده، وتضمين الصناع، ومن ينفذ فعله في ماله، ومسائل في الغصب.
وباقي الفصول تحدث فيها عن البيوع وما شاكلها، والنكاح وما يتعلق به، وأحكام الحدود.
اعتمد ابن هشام في مؤلفه على مصادر وأمهات في المذهب المالكي، ك«الموطأ» و«الهداية» لعيسى بن دينار الأندلسي، ومختصرات عبد الله بن عبد الحكم، و «الواضحة» لابن حبيب، و«المستخرجة» للعتبي، و«الثمانية» لأبي زيد، و«شرح الموطأ» ليحيى بن إبراهيم بن مزين القرطبي، و«المجموعة من الوثائق» لابن عبدوس، و«المبسوط» للقاضي إسماعيل، و«المنتخب في الوثائق العدلية» لابن لبابة، و«أصول الفتيا على مذهب الإمام مالك» لابن حارث الخشني، و«مسائل ابن زرب»، و«التفريع» لابن الجلاب، و«وثائق ابن العطار»، و«المقرب» و«المنتخب» لابن أبي زمنين، و«الكافي واختلاف أصحاب مالك»، لابن عبد البر، و«الإعلام بنوازل الأحكام وقَطرٍ من سِير الحكام» لابن سهل، و«وثائق ابن فتحون»، و«وثائق ابن الهندي».
اعتماده في المذهب:
كتاب «المفيد للحكام لابن هشام» أحد المصادر الكبرى في علم الوثائق والأحكام، وهو كتاب معتمد في المذهب عند القضاة والمفتين، قال محمد بن محمذ فال التندغي ناظما للكتب المعتمدة في المذهب:

ًًًٌٌٍُ
```
عون المحتسب (ص: 160).
```

قال فيه ابن السالك: «وهو كتاب مفيد يتبع ابن رشد كثيرا». [عون المحتسب (ص: 160)].
وحلاه ابن القيم بتحلية قيِّمة، فقال: «الكتاب مشهور معروف عند أصحاب مالك، كثير الفوائد جدا»، [إغاثة اللهفان (1/328)].
ومما يعزز قيمة الكتاب كثرة النقل في كتب المذهب، من ذلك: المواق في التاج والإكليل، والحطاب في مواهب الجليل، والونشريسي في المعيار، وعليش في منح الجليل، وابن غازي في شفاء الغليل، وزروق في شرح الرسالة.
كما أنه من المصادر المعتمدة في كتب القضاء ومناهج الحكام، فقد ضمَّن أبو بكر بن عاصم في التحفة، أربعة دواوين، والمفيد لابن هشام أحدها. فقال في مقدمتها:
فضِمنه المفيد والمقرب
والمقصد المحمود والمنتخب
كما اعتمده ابن فرحون في تبصرة الحكام، وشراح التحفة: كالتاودي، وميارة، وابن رحال، والتسولي، وغيرهم، وشراح الزقاقية وأصحاب الحواشي عليها.
تنبيه:
نسبة مفيد الحكام لابن هشام ثابتة لا مرية فيها، فقد نسبها له كل من ترجم له، عدا مخلوف فقد وهِم في ذلك حيث نسبه لأبي الوليد هشام بن أحمد بن هشام الهلالي الغرناطي (ت530ه)، تلميذ أبي الوليد الباجي؛ تبعا في ذلك ما جاء في حاشية الشيخ المهدي الوزاني على شرح التاودي على تحفة الحكام، حيث قال: «وفي حاشية الشيخ المهدي الوزاني على شرح الشيخ التاودي على التحفة عند قوله: فضمنه المفيد، أي: مفيد الحكام لابن هشام، هو الإِمام أبو الوليد أحمد بن هشام الهلالي من أهل غرناطة». شجرة النور (ص: 132).
مخطوطاته وطبعاته:
للكتاب نسخ كثيرة مخطوطة منها بالمغرب، وتونس.
وقد حقق ذ محمد عبد الصادق قطعة منه في بحث مجامعي بالرباط، ثم حقق كاملا في رسالة جامعية بجامعة محمد الأول بوجدة المغرب، ثم حققه كاملا ذ عبد القادر بوجلخة في إطار بحث جامعي بجامعة محمد الأول بوجدة المغرب، وقد صدر الكتاب عن: دار العاصمة، ط:1، س: 1433ه، باعتناء الأستاذ سليمان بن عبد الله أبي الخيل، في خمس مجلدات، وصدر أيضا عن مركز نجبويه للمخطوطات وخدمة التراث، ط1، سنة 1433ه /2012م في مجلدين من الحجم المتوسط باعتناء ذ أحمد عبد الكريم نجيب.